# Nicolás Rodríguez (Fußballspieler)
Nicolás Rodríguez, vollständiger Name Nicolás Alejandro Rodríguez Charquero, (* 22. Juli 1991 in Montevideo) ist ein uruguayischer Fußballspieler.

## Verein
Der je nach Quellenlage 1,78 Meter, 1,80 Meter oder 1,83 Meter große Defensivakteur Rodríguez ging aus der Nachwuchsmannschaft der Montevideo Wanderers hervor und stand zu Beginn seiner Karriere mindestens von der Apertura 2010 bis zum Ende der Spielzeit 2011/12 im Erstligakader der Wanderers. In der letzten Saison wurde er in drei Spielen der Primera División eingesetzt. Sodann wechselte er Mitte 2012 auf Leihbasis zum Ligakonkurrenten Cerro Largo FC. Dort bestritt er weitere 23 Begegnungen in der höchsten uruguayischen Spielklasse. Zur Saison 2013/14 führte ihn sein Weg nach Rumänien, wo er sich in Kronstadt Corona Brașov anschloss. Bei den Rumänen lief er einmal in der Liga auf und absolvierte zwei Pokalspiele. 2014 kehrte er nach Uruguay zurück und schloss sich Club Atlético Rentistas an. Dort lief er in der Spielzeit 2014/15 in 20 Erstligaspielen auf (drei Tore). Zudem bestritt er eine der beiden Partien des Vereins in der Copa Sudamericana 2014 (kein Tor). In der Apertura 2015 wurde er in acht Erstligaspielen (kein Tor) eingesetzt. Anfang Februar 2016 wechselte er innerhalb der Liga zu Plaza Colonia und bestritt dort in der Clausura zwei weitere Erstligaspiele. Es folgten in der Saison 2016 elf Ligaeinsätze und einer in der Copa Sudamericana 2016. Bei dieser Station blieb er ohne Pflichtspieltor. Im Januar 2017 verpflichtete ihn der Ligakonkurrent River Plate Montevideo.

## Nationalmannschaft
Rodríguez nahm mit der uruguayischen U-20-Auswahl an der U-20-Südamerikameisterschaft 2011 teil und wurde Vize-Südamerikameister. Im Verlaufe des Turniers wurde er dreimal eingesetzt. Ein Tor erzielte er nicht.

## Erfolge
- U-20-Vize-Südamerikameister 2011